# Araeoncus femineus
Araeoncus femineus är en spindelart som först beskrevs av Roewer 1942.  Araeoncus femineus ingår i släktet Araeoncus och familjen täckvävarspindlar.
Artens utbredningsområde är Bioko. Inga underarter finns listade i Catalogue of Life.